# Dreivierteltakt am Broadway
Dreivierteltakt am Broadway (Originaltitel: The Great Victor Herbert) ist ein US-amerikanischer Musicalfilm von aus dem Jahr 1939, der das Leben und Wirken des amerikanischen Komponisten Victor Herbert zum Gegenstand hat. Herbert wird von Walter Connolly verkörpert. Die weiteren Hauptrollen sind mit Allan Jones, Mary Martin, Lee Bowman und Susanna Foster besetzt. Regie und Produktion lagen in den Händen von Andrew L. Stone.

## Handlung
Louise Hall, ein Mädchen aus dem kleinen Ort Riverford, singt begeistert im Chor ihrer Heimatstadt. Um sich einen Namen als Sängerin zu machen, verlässt sie ihren Freund, einen Landarzt, um es an einer Bühne in New York zu probieren. Dort angekommen, fällt ihr ein Plakat auf, das Victor Herberts (Herbert ist ein berühmter Komponist) neuestes Werk „Prinzess Peggy“ ankündigt. Als eine Musikkapelle, angeführt von John Ramsey, dem Star der Herbert-Produktionen, vorbeizieht, schließt Louise sich kurzerhand der bunten Schar an. Man will Victor Herbert zu seinem Geburtstag ein Ständchen bringen. Louise singt mit ihrer schönen Stimme kräftig mit, so dass Ramsey erstaunt in ihre Richtung schaut. Da die junge Frau ihm ausnehmend gut gefällt, versucht er, auch Herbert von ihren Qualitäten als Sängerin zu überzeugen, um Louise so ein Engagement zu verschaffen. Herbert jedoch will nicht mit einer Anfängerin arbeiten. 
Da sich John und Louise ihrer Gefühle sicher sind, heiraten sie bald darauf in aller Stille. Durch eine List gelingt es Ramsey dann doch, dass Herbert sich Louise endlich einmal aufmerksam anhört. Louise kann ihn voll überzeugen und als nachträgliches Hochzeitsgeschenk, gibt er ihr die weibliche Hauptrolle in seiner nächsten Operette. Für Louise wird sie zu einem großen Erfolg und es dauert nicht lange, dass sie ihren Mann mit ihren Erfolgen in den Schatten stellt. Obwohl Louise die Bühne und ihre Arbeit so sehr liebt, entscheidet sie sich für ihre Ehe, da John nicht damit zurechtkommt, dass sie erfolgreicher ist als er. Da die Geburt ihrer Tochter Peggy in diesen Zeitraum fällt, wird ihr der Abschied von der Bühne dadurch etwas leichter. Als Johns Popularität trotzdem weiter abnimmt, da er „vergeben“ ist, bringt Louise ein weiteres Opfer und zieht sich mit ihrer kleinen Tochter in die Schweiz zurück. Einige Jahre vergehen, bis Victor Herbert Louise dazu überreden kann, mit Peggy zurück nach Amerika zu kommen. Johns Karriere liegt inzwischen völlig brach, sodass Louise sich als Gesangslehrerin verdingt und auch ihrer Tochter, die eine ähnlich schöne Stimme wie die Mutter hat, Gesangsunterricht gibt. John macht es ihr nicht gerade leicht, da er nicht damit umgehen kann, nicht mehr der „große Star“ zu sein. So vergehen einige Jahre; Peggy ist inzwischen 14 und John will ein kleines Engagement in Australien annehmen, das weit unter seinen künstlerischen Qualitäten liegt. In dieser Zeit gelingt es Victor Herbert, Louise dazu zu überreden, es noch einmal auf der Bühne zu versuchen. Louise, die inzwischen damit beschäftigt ist, ihre Ehe aufzulösen, ist dem seelischen Stress nicht gewachsen und bricht am Premierenabend zusammen. Peggy, die bei jeder Probe dabei war, und die Parts der Mutter alle auswendig singen kann, will einspringen. Victor Herbert hat so seine Bedenken, ob sie einer solchen Aufgabe, blutjung wie sie ist, schon gewachsen ist. Der erste Teil ihres Auftritts gerät zum Desaster. Ihr Vater John, der noch nicht abgereist ist, ist auch auf der Premiere. Er will seiner nervösen Tochter beistehen und schmuggelt sich in einem Statistenkostüm auf die Bühne. Seine Anwesenheit gibt Peggy die Sicherheit, die sie brauchte, um befreit zu singen. Der zweite Teil ihres Auftritts wird, dank des Eingreifens ihres Vaters, zu einem wirklichen Erfolg und dem Beginn einer hoffnungsvollen Karriere.  

## Produktion, Hintergrund
Die Dreharbeiten zum Film begannen Mitte August 1939. Gedreht wurde auf der Providencia Ranch in den Hollywood Hills in Los Angeles sowie in den Paramount Studios in Hollywood in den USA. In den USA hatte der Film am 6. Dezember 1939 Premiere in New York, am 29. Dezember 1939 lief er allgemein in den Kinos der USA an. In Deutschland kam er erstmals im Jahr 1947 in die Kinos, in Österreich startete er bereits am 13. Dezember 1946. 
Arbeitstitel des Films waren The Gay Days of Victor Herbert, The Life and Melodies of Victor Herbert, The Life of Victor Herbert sowie Victor Herbert. Der Film beginnt damit, dass Victor Herbert den Taktstock hebt und das Orchester leitet. Laut einer Nachricht in Dailey Variety sollte der Film ursprünglich bereits 1936 von Paramount unter dem Titel The Life and Melodies of Victor Herbert produziert werden. Edward Arnold war für die Rolle des Komponisten vorgesehen, Melvyn Douglas, Fred MacMurray und Clark Gable wurden für die männliche Hauptrolle in Betracht gezogen und Irene Dunne für die weibliche Hauptrolle. Das 1936 von Gilbert Gabriel geschriebene Drehbuch soll sich auf den Komponisten in seinen mittleren Jahren konzentriert haben, durch die Einwirkung des Produzenten Howard Estabrook sei das Drehbuch aber auf Herberts frühe Jahre umgeschrieben worden. Das Projekt soll dann 1938 ad acta gelegt worden sein wegen Konflikten im Ablauf der Geschichte. Für Mary Martin, einen Broadway-Musical Star, war es die erste Hauptrolle in einem Kinofilm.

### Musik im Film
– Musik von Victor Herbert – 
- Someday, Text von William LeBaron
- Intermezzo: Al Fresco
- Thine Alone, Text von Henry Martyn Blossom
- Punchinello
- All For You, Text von Martyn Blossom
- Kiss Me Again, Text von Henry Martyn Blossom
- Absinthe Frappé, Text von Glen MacDonough
- Rose of the World, Text von Glen MacDonaugh
- A Kiss in the Dark, Text von Buddy G. DeSylva
- March of the Toys, Text von Glen MacDonough
- Neapolitan Love Song, Text von Henry Martyn Blossom
- There Once Was an Owl, Text von Harry B. Smith
- Ah, Sweet Mystery of Life, Text von Rida Johnson Young
- To the Land of My Own Romance, Text von Harry B. Smith
- I’m falling in Love with Someone, Text von Rida Johnson Junge
- I Might Be Your Once-in-a-While, Text von Robert B. Smith

### Zur Person Victor Herbert
Victor Herbert (1859–1924) war ein US-amerikanischer Komponist, der in erster Linie Operetten schrieb. 1886 kam er mit seiner Frau Therese Förster, die an der Metropolitan Opera als Sopranistin engagiert wurde, nach New York und bekam nach einiger Zeit sein eigenes Orchester. Herbert gilt als Begründer der US-amerikanischen Operette. Zu seinen erfolgreichsten Stücken gehören Babes in Toyland und Naughty Marietta. Herbert gehörte zu den erfolgreichsten Komponisten der Tin-Pan-Alley-Ära.

## Kritiken
Das Lexikon des internationalen Films befand: „Gute Musiknummern in einer inhaltlich nachlässigen, langatmigen Musikerbiographie.“
B. R. Crisler von der New York Times befand sinngemäß, dass man den Film als einen Strauß von 28 Victor Herbert-Melodien sehen solle. Der Versuch allerdings, das Leben von Victor Herbert nachzustellen, bilde ein verzerrtes Porträt dieses großen Mannes. Vielleicht wäre ein Nachwort angebracht gewesen, dass es sich nur um einen Versuch gehandelt habe. Ob Walter Connolly tatsächlich die von Paramount behauptete Ähnlichkeit mit Victor Herbert habe, sei dahingestellt. Wenn Victor Herbert die Art Mann gewesen sei, wie wir annehmen, dann würde er sich wohl im Grab umdrehen. Aber seine Musik, und das könne man gar nicht oft genug wiederholen, sei unnachahmlich superb und immer noch die größte Show-Musik, die man sich vorstellen könne. Melodien, wie Kiss Me Again, A Kiss in the Dark, Ah, Sweet Mystery of Life, I am Falling in Love Someone,  Little Gypsy Sweetheart und so weiter und so weiter seien dafür ein Beweis. Allan Jones befinde sich in seiner Rolle als egoistischer Tenor in allerbester Theatertradition, Mary Martin entwickle unerwartete Ressourcen als Schauspielerin, genauso wie als frivole Sängerin und die charmante jugendliche Sängerin Susanna Foster sei als Neuling auch ganz passabel. Judith Barrett und Jerome Cowan schließlich passen auch uneingeschränkt ins Bild.

## Auszeichnungen
Auf der Oscarverleihung 1940 war Dreivierteltakt am Broadway in drei Kategorien für den Oscar nominiert:
- Victor Milner für die „Beste Kamera in einem Schwarzweißfilm“. Die Trophäe ging an Gregg Toland und das Filmdrama Sturmhöhe (Wuthering Heights).
- Loren L. Ryder für den „Besten Ton“. Der Oscar ging an Bernard B. Brown und das Filmdrama When Tomorrow Comes.
- Phil Boutelje für die „Beste Filmmusik“. Die Auszeichnung erhielten Richard Hageman, William Franke Harling, John Leipold und Leo Shuken für ihre Filmmusik für den Western Ringo (Stagecoach).